# Bogdan Patelka
Bogdan Patelka (ur. 6 grudnia 1966 w Bydgoszczy) – polski lekkoatleta specjalizujący się w rzucie oszczepem.
Brązowy medalista Mistrzostw Europy juniorów, które w 1985 odbyły się w niemieckim mieście Cottbus. Reprezentant Polski w pucharze Europy i meczach Międzypaństwowych.  
Rekordzista Polski oszczepem nowego modelu (Grudziądz, Memoriał Bronisława Malinowskiego 75,78). 
Trzykrotny mistrz polski juniorów (Zielona Góra 1982, Wrocław 1983, Rzeszów 1985)
Dwukrotnie plasował się na 4. miejscu mistrzostw Polski (Grudziądz 1986 i Poznań 1987) oraz dwukrotnie zdobywał srebrne medale młodzieżowych mistrzostw Polski.  Reprezentował barwy Zawiszy Bydgoszcz.  
Rekordy życiowe: jako senior 77,92 (18 maja 1988, Sopot); jako junior 79,10 (10 sierpnia 1985, Łódź).
Syn Ryszarda.